# Vanderhorstia nannai
Vanderhorstia nannai är en fiskart som beskrevs av Winterbottom, Iwata och Kozawa 2005. Vanderhorstia nannai ingår i släktet Vanderhorstia och familjen smörbultsfiskar. Inga underarter finns listade i Catalogue of Life.